# Hármas szabály (programozás)
Az úgynevezett hármas szabály (angolul: Three strikes and you refactor) arra szolgál, hogy eldöntsük, mikor kell hasonló kódrészeket átalakítani a duplikáció elkerülése érdekében. Azt mondja ki, hogy ha kétszer fordul elő hasonló kód, még nincs szükség refaktorálásra, de ha már háromszor, akkor legjobb ezt egy új metódusba foglalni. A szabályt Martin Fowler népszerűsítette a Refactoring című könyvében, és Don Robertsnek tulajdonítják.
A kódduplikáció rossz gyakorlatnak számít a programozásban, mert megnehezíti a kód karbantartását. Amikor bármelyik példányban kódolt szabály megváltozik, a karbantartónak mindenhol módosítania kell azt.
Refaktorálás előtt meg kell vizsgálni a kódrészletek használatát, hogy megismerhessük a mintákat, és kiválaszthassuk a megfelelő kialakítást. Az idő előtti refaktorálás megkísérlése azzal a kockázattal jár, hogy rossz absztrakciót választunk, ami rosszabb kódot eredményezhet új követelmények felmerülése után, és végül újbóli refaktorálásra lesz szükség.
A hármas szabály arra céloz, hogy ha egy kódrészlet legalább háromszor jelenik meg, a karbantartás költségei biztosan meghaladják a refaktorálásból és az esetleges rossz tervezési mintákból adódó költségeket, de ha csak két példány van, akkor valószínűleg nem.

## Fordítás
Ez a szócikk részben vagy egészben  a   Rule of three (computer programming) című angol Wikipédia-szócikk ezen változatának fordításán alapul.  Az eredeti cikk szerkesztőit annak laptörténete sorolja fel. Ez a jelzés csupán a megfogalmazás eredetét és a szerzői jogokat jelzi, nem szolgál a cikkben szereplő információk forrásmegjelöléseként.

## Kapcsolódó oldalak
- Másol-beillesztéses programozás
- Ne ismételd önmagad (DRY)